# Borilă
Boril sau Borilă Asan (în limba bulgară: Борил, n.  ? – d. 1218) a domnit ca împărat (țar) al Bulgariei între anii 1207 și 1218. A fost fiul unei surori cu nume necunoscut a predecesorilor săi, Petru, Asan și Ioniță Caloian.

## Biografie
Nu rezultă cu claritate dacă Boril a luat parte la complotul soldat cu asasinarea predecesorului său, Ioniță Caloian, petrecută sub zidurile orașului Salonic în 1207. Se știe însă că urmașii legitimi ai țarului ucis, Ioan Asan și Alexandru au fost nevoiți să părăsească țara în momentul în care Borilă a urcat pe tronul celui de Al Doilea Țarat Bulgar, mai întâi printre cumani, iar apoi la curtea cneazului de Halici.  Imediat după înscăunare, Borilă a luat de soție pe văduva lui Caloian, o prințesă cumană, al cărei nume nu este cunoscut, dacă nu cumva este vorba de Ana, menționată în sinodik-ul Bisericii bulgare.
Tenativa lui Borilă de a relua politica externă agresivă promovată de către Ioniță Caloian s-a dovedit a fi un eșec. De la începutul domniei sale, a întâmpinat opoziția membrilor propriei familii. Astfel, fratele său Strez, sprijint de marele jupan al Serbiei Ștefan Nemanjić a supus asediului orașul fortificat Prosek, de unde a lansat periodic expediții asupra Macedoniei. De asemenea, aristocratul Alexei Slav, văr al lui Borilă, s-a declarat independent și a întemeiat o formațiune statală în regiunea Munților Pirin, cu sediul în orașul Melnik. Pentru a înrăutîți și mai multe pozițiile lui Borilă, împăratul latin Henric I al Constantinopolului a administrat o serioasă înfrângere trupelor lui Borilă în 1208, în bătălia de la Philippopolis (astăzi, Plovdiv). Ca urmare, nordul Traciei și fortărețele din zona Munților Rodopi au trecut în posesia latinilor.
Fie ca o consecință a evoluției conflictului pe plan militar, fie ca un rezultat direct al trecerii la negocierea păcii dintre Bulgaria și Imperiul Larin, în anul 1209 Strez a primit titlul de sebastokrator (situat imediat după cel de despot în ierarhie) și a devenit aliat al lui Borilă până la moartea sa (survenită prin asasinat în 1214 sau 1215). Între timp, Borilă a avut de suportat noi opoziții pe plan intern, concretizate în revolta a patru nobili cumani din zona Vidinului în 1211 (sau 1213 potrivit altor surse). În fața acestei defecțiuni, Borilă nu putea conta nici pe sprijin extern din partea Serbiei sau a Imperiului Latin, și nici din cea a propriilor săi boieri, împărțiți în diferite facțiuni. Singurul sprijin la care Borilă putea apela era cel din partea Ungariei. Ca urmare a apelului său, o armată maghiară comandată de contele Ioachim de Sibiu i-a zdrobit pe rebeli și a asediat Vidinul. În urma acestei intervenții, Borilă a trebuit să recunoască cedarea în favoarea Regatului Ungariei a regiunii Belgradului, ca preț pentru sprijinul acordat.
În 1211, Borilă a convocat un sinod bisericesc în capitala sa, Tărnovo, pentru condamnarea ereziei bogomilice, a cărei influență era din ce în ce mai pronunțată. Cam în aceeași perioadă, Borilă a negociat căsătoria fiicei sale vitrege, Maria (fiică naturală a lui Caloian) cu împăratul latin Henric I, trimițând-o la Constantinopol cu numeroase cadouri. Imediat după acest eveniment, Borilă însuși s-ar fi căsătorit cu una dintre fiicele regelui Andrei al II-lea al Ungariei, însă evidențele pentru această legătură matrimonială sunt sărace. O altă căsătorie aflată în proiectele țarului bulgar este cea dinte fiica sa și fiul aceluiași Andrei al II-lea, viitorul rege Béla al IV-lea al Ungariei; evenimentul, care urma să aibă în 1214, nu a putut fi dus la îndeplinire.

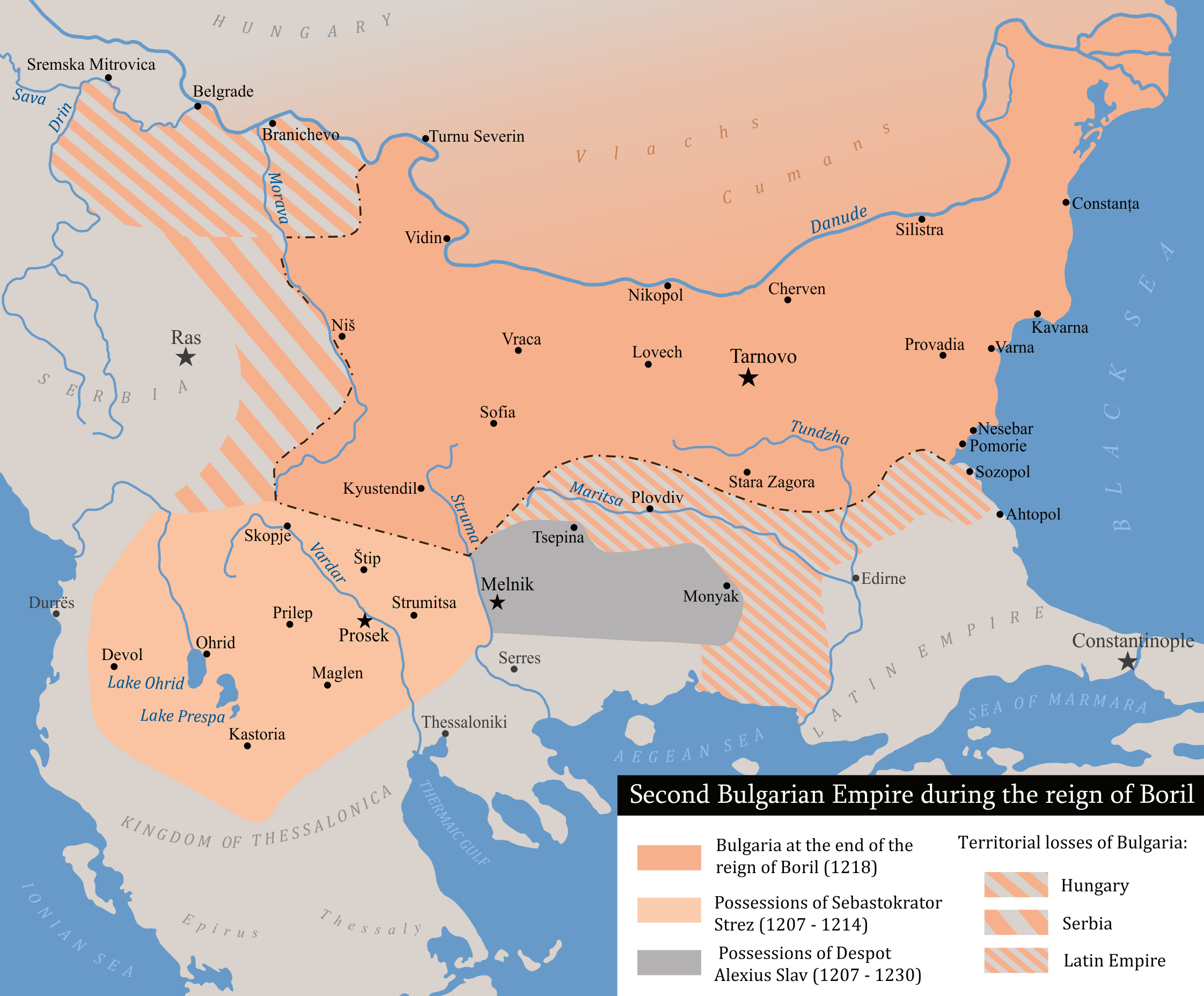
Bulgaria sub ţarul Borilă (1207-1218)

Alianța încheiată cu Imperiul Latin, Regatul Ungariei și Despotatul Epirului, l-a implicat pe Borilă într-un cnflict deschis cu regatul Serbiei, de asemenea încheiat cu un eșec pentru țarul Bulgariei. După moartea împăratului Henric I în 1216 și plecarea regelui Andrei al II-lea al Ungariei în Cruciada a cincea, Borilă s-a aflat în situația de a fi lipsit de sprijin extern consistent. Ca urmare, în 1217 sau 1218, vărul lui Borilă, Ioan Asan a revenit din exil și l-a înfrânt pe Borilă, care se închisese în Tărnovo. După un asediu de circa șapte luni, Borilă a fost nevoit să fugă, însă a fost capturat de către noul țar, Ioan Asan al II-lea, care l-a orbit și l-a închis într-o mănăstire.

## Familia
De pe urma primei sale căsătorii, văduva lui Ioniță Caloian, Borilă ar fi avut o fiică, al cărei nume nu este cunoscut și care s-a logodit cu viitorul rege al Ungariei, Béla al IV-lea.